# Penetrazione uretrale
Penetrazione o rapporto uretrale (in latino coitus per urethram) è una penetrazione sessuale dell'uretra femminile da parte di un pene o un dito. Non è la stessa cosa del sounding uretrale, l'atto di inserire uno strumento medico specializzato nell'uretra come forma di attività sessuale o feticistica.
L'inserimento non corretto di corpi estranei nell'uretra comporta un rischio significativo che potrebbe comportare un successivo intervento medico. I casi documentati di rapporti uretrali sembrano aver avuto luogo tra le coppie eterosessuali; un'indagine sulla letteratura medica globale disponibile nel 1965 ha riportato in conto di tredici casi separati di tale pratica.
Nel 2014, 26 casi erano stati documentati nella bibliografia medica, molte persone con la sindrome di Rokitansky che stavano impegnando in un rapporto sessuale uretrale inconsapevolmente.
Tuttavia, l'allungamento dell'uretra richiesto da questa forma di rapporti ha anche riportato una perdita completa e permanente del controllo dello sfintere uretrale causando incontinenza urinaria; inoltre tale rapporto presenta un rischio molto elevato di infezione della vescica al partner ricettivo. Può anche portare alla dilatazione permanente dell'uretra e all'incontinenza durante il rapporto sessuale. Altri rischi del rapporto uretrale sono l'infertilità primaria, la dispareunia (dolore durante il rapporto sessuale) e l'incontinenza. Un caso di rapporti uretrali con penetrazione è menzionato in Bonk: Il curioso accoppiamento della scienza e del sesso di Mary Roach. Le conseguenze più gravi includono la eviscerazione attraverso l'uretra e la rottura della vescica.